# Piet van Wijngaerdt
Petrus Theodorus (Piet) van Wijngaerdt (Amsterdam, 4 november 1873 – Abcoude, 25 januari 1964) was een Nederlands graficus, kunstschilder, tekenaar, etser en lithograaf. Hij volgde van 1892 tot 1897 een opleiding aan de Rijksakademie voor Beeldende Kunsten in Amsterdam.

## Leven en werk
Na zijn opleiding aan de Rijksakademie verblijft van Wijngaerdt enige tijd in Parijs en in Kortenhoef alvorens hij zijn atelier aan de Overtoom 34 te Amsterdam zou betrekken. Hij werkte ook in Katwijk, Haarlem, en Abcoude vanaf 1941. Zijn werk heeft in die jaren een luministisch karakter. Hij maakte kunstwerken zoals: bloemstillevens, duinlandschappen, figuurvoorstellingen en boerentaferelen, portretten, interieurs, landschappen, polderlandschappen, rivierlandschappen, naaktfiguren, stadsgezichten, winterlandschappen en zelfportretten
in impressionistische trant.
Van Wijngaerdt speelde in de periode 1913-1920 een belangrijke rol in de strijd tussen de kunstenaars oude stijl en de modernisten. Grondleggers van de zogenaamde Bergense School waren de Franse schilder Henri Le Fauconnier en Piet van Wijngaerdt. Ze kregen veel navolging van jonge schilders die ageerden tegen het Impressionisme, net zoals dat in Frankrijk gebeurde met het Fauvisme en in Duitsland met het Expressionisme. De theorieën van de groep zijn te vinden in het tijdschrift Het Signaal. Le Fauconnier vestigde zich in een atelier aan de Overtoom 288 in Amsterdam, dicht bij Van Wijngaerdt. Met de oprichting van de Hollandse Kunstenaarskring (HKK), waarvan Piet van Wijngaerdt de voorzitter werd, is de doorbraak een feit. Leden zijn onder anderen: Leo Gestel, Piet van der Hem, Ferdinand Hart Nibbrig en H.J. Wolters.
Aan de tweede HKK tentoonstelling nemen naast de oprichters ook Charley Toorop, Else Berg, Karel Colnot, Piet Mondriaan en Gustave De Smet deel. In 1916 wordt door Le Fauconnier de kunstenaarsvereniging Het Signaal opgericht, dat een figuratief expressionisme voorstond, steunende op zijn werk en zijn theoretische stellingen.
Van Wijngaerdt exposeerde in het Stedelijk Museum Amsterdam in 1918, 1924 en 1935 en in kunstzaal Mak van Waaij aan het Rokin in Amsterdam en in de Lakenhal te Leiden. In 1954 vond opnieuw in het Stedelijk Museum in Amsterdam ter gelegenheid van zijn 80e verjaardag een tentoonstelling plaats. Werk van Van Wijngaerdt is onder andere opgenomen in de collecties van het Stedelijk Museum Amsterdam, het Dordrechts Museum en het Frans Hals Museum in Haarlem. In de Collectie Boendermaker bevonden zich 97 werken van hem.
In 1940 verhuisde Piet van Wijngaerdt van Amsterdam naar Abcoude. Hij hield zijn atelier op de Overtoom aan en reisde iedere dag met de trein op en neer naar Amsterdam. Hij werkte tot aan het einde van zijn leven door. Hij overleed op negentigjarige leeftijd in zijn huis aan het Gein in Abcoude.